# Entocythere reddelli
Entocythere reddelli är en kräftdjursart som beskrevs av Hobbs och Walton 1968. Entocythere reddelli ingår i släktet Entocythere och familjen Entocytheridae. Inga underarter finns listade i Catalogue of Life.